# Indywidualne mistrzostwa Kanady na żużlu
Indywidualne mistrzostwa Kanady w sporcie żużlowym to rozgrywany corocznie cykl turniejów wyłaniających mistrza Kanady.
Początki rozgrywania mistrzostw sięgają lat 30. XX wieku, w tym czasie na podium plasował się Eric Chitty, który wywalczył wicemistrzostwo w 1930 roku oraz zdobył tytuł mistrza kraju w 1934.
Żużlowy indywidualny mistrz Kanady wyłaniany był regularnie w latach 1974–2015. Najbardziej utytułowanym kanadyjskim żużlowcem jest Len Dillon, ośmiokrotny mistrz kraju w latach 1983–1984, 1987–1989 i 1992–1994. Siedem złotych medali wywalczył Gary Ford (1976–1977, 1980–1982, 1985–1986), z kolei pięć zdobył John Kehoe (1995–1996, 2000, 2002, 2015). Czterokrotnie mistrzostwo kraju udało się wywalczyć Kyle'owi Legaultowi w latach 2003–2004, 2006 i 2013, natomiast dwukrotnie mistrzostwo kraju udało się zdobyć Mike'owi Hammondowi, Aaronowi Hesmerowi i Jeffowi Oroszowi.

## Medaliści
| 2 rundy                           |
| --------------------------------- |
| Saint-Marcel-de-Richelieu Welland |

| 2 rundy                           |
| --------------------------------- |
| Welland Saint-Marcel-de-Richelieu |

| 2 rundy                |
| ---------------------- |
| Trois-Rivières Welland |

| 2 rundy       |
| ------------- |
| Welland Paris |

| 5 rund                    |
| ------------------------- |
| Welland (wszystkie rundy) |

| 2 rundy                           |
| --------------------------------- |
| Saint-Marcel-de-Richelieu Welland |

| 2 rundy                        |
| ------------------------------ |
| Saint-Alexis-des-Monts Welland |

| 5 rund                        |
| ----------------------------- |
| Welland (4 rundy) brak danych |